# Reszege
Reszege település Romániában, Szatmár megyében.

## Fekvése
Szatmár megyében, az Érvidéken, Nagykárolytól délnyugatra, Szaniszló és Piskolt között fekvő település.

## Története
Reszege Árpád-kori település nevét az oklevelek 1215-ben említették először Kezuga (Rezuga) néven, amikor a szolnoki vár jobbágyai; Atyusz és Tumulot az idevaló Jóbot, Mokot, Medvét és Farkast valamint a penészleki Tibát és az Ákos nemzetségbeli Ákos fia Péter jobbágyait erőszakos károkozással vádolták.
1284-ben már két részre vált: ekkor már Reszege és Nagyreszege neveken említették.
A két településrész közül Reszege Toh-i Mikó fiainak Mihálynak, Pálnak és Benedeknek volt öröklörr birtoka, melyet Nagyreszege mellett fekvőnek mondtak, és e birtokukat 10 ezüst M-ért eladták szomszéduknak, a Gutkeled nemzetséghez tartozó Lőrinci Grech (Horvátországból, Zágrábból való) Joanka bánnak, az Adonyi család ősének.
1298-ban Nagyreszege birtokosai voltak Olivér és Péter fia Péter, akik 1316-ban birtokaikon megosztoztak.
A XIV. század elején Szatmár várának birtokai közé tartozott.
1330-ban Károly Róbert király Péter és János várjobbágyok utód nélkülihalála után Reszegét Nagysemlyéni Istvánnak és a Csengeri családnak adta, aki később magát Rezegenjnek írta.
1381-ben a Kállayaknak is volt itt részbirtoka, amit a Csaholyiakkal cserélt el.
1420-ban a Mindszenthyek is kaptak benne részt. Ekkor Reszege vámszedőhely is volt, azonban egy év múlva már csak mint puszta szerepelt, s puszta maradt egészen a XVIII. század elejéig.
A XV. században birtokosai voltak még a Kőrösi, Dobó, Barabási, Vámosgyörki Pohárnok, Kidei, Nyársapáti, Butkai családok.
1421-ben a Károlyi családnak is volt itt részbirtoka, mely az övék volt a 18. századig.
1720-ban Jasztrabszky János kapott rá királyi adományt. Ő telepítette a mostani községet is.
A 20. század elején Reszege birtokosai Jasztrabszki Kálmán és örökösei voltak.
Az 1900-as évek elején a településnek 713 lakosa volt, 98 házban. Közülük 175 magyar, 530 oláh volt. Ebből 551 görögkatolikus, 76 római katolikus, 50 református, 36 izraelita vallású volt.
A trianoni békeszerződés előtt Reszege Szatmár vármegye Nagykárolyi járásához tartozott.

## Közlekedés
A települést érinti a Nagyvárad–Székelyhíd–Érmihályfalva–Nagykároly–Szatmárnémeti–Halmi–Királyháza-vasútvonal.

## Nevezetességek
- Görögkatolikus templom - 1870-ben épült.
- Római katolikus kápolna - A Jasztrabszky család építtette 1870-ben. Itt van a család sírboltja is.